# تالاسیا
تالاسیا (قرن دوم پ. م) همسر و ملکه هیسپائوسین، پادشاه خاراسن بود. نام تالاسیا در متون خط میخی که در بابل کشف شد، آورده شده‌است و در آن‌جا از او با نام تالاسی‌آسو یاد می‌شود. در این متون آمده‌است که پس از مرگ هیسپائوسین در سال ۱۲۴ پ. م، او سعی کرد پسرش را بر تخت پادشاهی بنشاند. از پسر او نامی برده نشده‌است و بنابراین مشخص نیست که آیا او موفق بوده یا نبوده‌است. آپوداکوس فردی است که جانشین هیسپائوسین می‌شود و ممکن است که این همان فرزند او باشد. نام تالاسیا در کتیبه‌ای که در بحرین به دست آمده، نیز آمده‌است، جایی که از او به همراه همسرش یاد شده‌است.